# (171287) 2006 GK3
171287 (2006 GK3) là một tiểu hành tinh vành đai chính được phát hiện ngày 7 tháng 4 năm 2006 bởi James Whitney Young ở Đài thiên văn Núi bàn gần Wrightwood, California.